# Campionato sudamericano maschile under 21 di pallavolo 1974
Il campionato sudamericano maschile under 21 di pallavolo 1974 si è svolto dal 10 al 15 marzo 1974 a Mendoza, in Argentina: al torneo hanno partecipato sei squadre nazionali under 21 sudamericane e la vittoria finale è andata per la seconda volta al Brasile.

## Impianti
|                                                                         |  |  |
|                                                                         |  |  |
| Centro Esportivo de Maipú Città: Mendoza Capienza: ? Anno d'apertura: ? |  |  |

## Regolamento

### Formula
Le squadre hanno disputato un'unica fase con formula del girone all'italiana.

### Criteri di classifica
Sono stati assegnati 2 punti alla squadra vincente e 1 a quella sconfitta.
L'ordine del posizionamento in classifica è stato definito in base a:
- Punti;
- Ratio dei set vinti/persi;
- Ratio dei punti realizzati/subiti.

## Squadre partecipanti
| Squadra   | Qualificazione | Ultima partecipazione |
| --------- | -------------- | --------------------- |
| Argentina | -              | Brasile 1972          |
| Brasile   | -              | Brasile 1972          |
| Bolivia   | -              | Debutto               |
| Cile      | -              | Brasile 1972          |
| Paraguay  | -              | Debutto               |
| Uruguay   | -              | Brasile 1972          |

## Torneo

### Risultati
| ? marzo 1974 Centro Esportivo de Maipú, Mendoza Durata: ? - Spettatori: ?  | Brasile   | 3 - ? | Argentina | ?                |
| ? marzo 1974 Centro Esportivo de Maipú, Mendoza Durata: ? - Spettatori: ?  | Uruguay   | ? - 3 | Paraguay  | ?                |
| ? marzo 1974 Centro Esportivo de Maipú, Mendoza Durata: ? - Spettatori: ?  | Cile      | 3 - ? | Bolivia   | ?                |
| ? marzo 1974 Centro Esportivo de Maipú, Mendoza Durata: ? - Spettatori: ?  | Brasile   | 3 - ? | Uruguay   | ?                |
| ? marzo 1974 Centro Esportivo de Maipú, Mendoza Durata: ? - Spettatori: ?  | Argentina | 3 - ? | Paraguay  | ?                |
| ? marzo 1974 Centro Esportivo de Maipú, Mendoza Durata: ? - Spettatori: ?  | Bolivia   | ? - 3 | Argentina | ?                |
| ? marzo 1974 Centro Esportivo de Maipú, Mendoza Durata: ? - Spettatori: ?  | Uruguay   | 3 - ? | Bolivia   | ?                |
| ? marzo 1974 Centro Esportivo de Maipú, Mendoza Durata: ? - Spettatori: ?  | Cile      | ? - 3 | Uruguay   | ?                |
| ? marzo 1974 Centro Esportivo de Maipú, Mendoza Durata: ? - Spettatori: ?  | Brasile   | 3 - ? | Paraguay  | ?                |
| ? marzo 1974 Centro Esportivo de Maipú, Mendoza Durata: ? - Spettatori: ?  | Paraguay  | 3 - ? | Cile      | ?                |
| 14 marzo 1974 Centro Esportivo de Maipú, Mendoza Durata: ? - Spettatori: ? | Brasile   | 3 - ? | Bolivia   | ?                |
| 14 marzo 1974 Centro Esportivo de Maipú, Mendoza Durata: ? - Spettatori: ? | Argentina | 3 - 0 | Uruguay   | ?                |
| 14 marzo 1974 Centro Esportivo de Maipú, Mendoza Durata: ? - Spettatori: ? | Paraguay  | 3 - 0 | Bolivia   | ?                |
| 15 marzo 1974 Centro Esportivo de Maipú, Mendoza Durata: ? - Spettatori: ? | Brasile   | 3 - 0 | Cile      | 15-6, 15-7, 15-1 |
| ? marzo 1974 Centro Esportivo de Maipú, Mendoza Durata: ? - Spettatori: ?  | Argentina | 3 - ? | Cile      | ?                |

### Classifica
| Pos | Squadra   | Pt | G | V | P | SV | SP | Ratio | PF | PS | Ratio |
| --- | --------- | -- | - | - | - | -- | -- | ----- | -- | -- | ----- |
| 1   | Brasile   | ?  | 5 | 5 | 0 | ?  | ?  | ?     | ?  | ?  | ?     |
| 2   | Argentina | ?  | 5 | 4 | 1 | ?  | ?  | ?     | ?  | ?  | ?     |
| 3   | Paraguay  | ?  | 5 | 3 | 2 | ?  | ?  | ?     | ?  | ?  | ?     |
| 4   | Uruguay   | ?  | 5 | 2 | 3 | ?  | ?  | ?     | ?  | ?  | ?     |
| 5   | Cile      | ?  | 5 | 1 | 4 | ?  | ?  | ?     | ?  | ?  | ?     |
| 6   | Bolivia   | ?  | 5 | 0 | 5 | ?  | ?  | ?     | ?  | ?  | ?     |

## Classifica finale
| Pos | Squadre   |
| --- | --------- |
|     | Brasile   |
|     | Argentina |
|     | Paraguay  |
| 4   | Uruguay   |
| 5   | Cile      |
| 6   | Bolivia   |